# Liste der Premierminister der Nordwest-Territorien

Flagge der
Nordwest-Territorien

Diese Liste führt die Premierminister (engl. premier) der Nordwest-Territorien in Kanada auf. Premierminister gibt es offiziell erst seit 1995, zuvor wurde die Regierungsgewalt von Amtsträgern mit wechselnden Bezeichnungen ausgeübt. In den Nordwest-Territorien gilt das Prinzip der Konsensdemokratie, es gibt keine Parteien. Der Premierminister wird aus den Reihen aller Abgeordneter der Legislativversammlung gewählt.
Von 1869 bis 1876 wurde das Gebiet vom Vizegouverneur (lieutenant governor) der Provinz Manitoba verwaltet, bis 1888 von einem eigenen Vizegouverneur. Von 1888 bis 1891 stand der Vorsitzende des Konsultativrates des Vizegouverneurs (Chairman of the Lieutenant Governor’s Advisory Council) der Regierung vor, bis 1897 der Vorsitzende des Exekutivkomitees (Chairman of the Executive Committee). Von 1897 bis 1905 gab es erstmals einen Premierminister für die gesamten Nordwest-Territorien, die damals auch die heutigen Provinzen Alberta und Saskatchewan umfassten.
Ab 1905 stand der Regierende Kommissar (Governing Commissioner) an der Spitze der Regierung, der die Funktionen eines Premierministers und eines Vizegouverneurs vereinte. Von 1980 bis 1994 trug der Regierungschef den Titel eines Government Leader, seine Befugnisse entsprachen jedoch jenen eines Premierministers.
| Name                                                  | Amtszeit                             |
| Vizegouverneur von Manitoba                           | Vizegouverneur von Manitoba          |
| ----------------------------------------------------- | ------------------------------------ |
| William McDougall                                     | 1869 – 1870                          |
| Adams George Archibald                                | 1870 – 1872                          |
| Alexander Morris                                      | 1872                                 |
| Joseph-Édouard Cauchon                                | 1872 – 1876                          |
| Vizegouverneur der Nordwest-Territorien               |                                      |
| David Laird                                           | 1876 – 1881                          |
| Edgar Dewdney                                         | 1881 – 1888                          |
| Vorsitzender des Konsultativrates des Vizegouverneurs |                                      |
| Robert G. Brett                                       | 1888 – 1891                          |
| Vorsitzender des Exekutivkomitees                     |                                      |
| Frederick Haultain                                    | 1891 – 1897                          |
| Premierminister                                       |                                      |
| Frederick Haultain                                    | 1897 – 1905                          |
| Regierender Kommissar                                 |                                      |
| Frederick D. White                                    | 1905 – 1919                          |
| William Wallace Cory                                  | 1919 – 1931                          |
| Hugh Howard Rowatt                                    | 1931 – 1936                          |
| Charles Camsell                                       | 1936 – 1946                          |
| Hugh Llewellyn Keenleyside                            | 1947 – 1950                          |
| Hugh Andrew Young                                     | 1950 – 1953                          |
| Robert Gordon Robertson                               | 1953 – 1963                          |
| Bent Gestur Sivertz                                   | 1963 – 1967                          |
| Stuart Milton Hodgson                                 | 1967 – 1979                          |
| John Havelock Parker                                  | 1979 – 1980                          |
| Premierminister                                       |                                      |
| George Braden                                         | 1980 – 1984                          |
| Richard Nerysoo                                       | 1984 – 1985                          |
| Nick Sibbeston                                        | 1985 – 1987                          |
| Dennis Patterson                                      | 1987 – 1991                          |
| Nellie Cournoyea                                      | 1991 – 1995                          |
| Don Morin                                             | 1995 – 1998                          |
| Goo Arlooktoo                                         | 1998 (interimistisch)                |
| Jim Antoine                                           | 1998 – 2000                          |
| Stephen Kakfwi                                        | 2000 – 2003                          |
| Joe Handley                                           | 10. Dezember 2003 – 16. Oktober 2007 |
| Floyd Roland                                          | 2007 – 2011                          |
| Bob McLeod                                            | 2011 – 2019                          |
| Caroline Cochrane                                     | 2019 – amtierend                     |